# Моултон Хоу, Линда
Линда Моултон Хоу (англ. Linda Moulton Howe; род. 20 января 1942) — американская журналист-расследователь, отмеченная региональной премией Эмми режиссер-документалист, наиболее известная своей работой в качестве уфолога и сторонника различных теорий заговора, включая расследование случаев увечья скота (мутиляция) и выводом о том, что они выполняются инопланетянами. Она также известна своими предположениями о том, что правительство США сотрудничает с инопланетянами.

## Биография
Линда родилась в Бойсе, Айдахо в семье Чета Моултона и Мейбл К. Моултон. Её отец с 1946 по 1971 год был директором управления по аэронавтике штата Айдахо. В 1963 году Линда участвовала в конкурсе «Мисс Бойсе» для получения стипендии в колледже, затем выиграла корону «Мисс Айдахо», также приняла участие в конкурсе «Мисс Америка 1964» в Атлантик-Сити. Хоу получила степень бакалавра искусств cum laude по английской литературе в 1965 году в Университете Колорадо. В 1966 году была удостоена стипендии Стэнли Бобера за магистерскую диссертацию в Стэнфордском университете, Пало-Альто, Калифорния. Линда получила степень магистра коммуникаций в 1968 году в том же Стэнфордском университете, сняв документальный фильм для Стэнфордского медицинского центра и защитив кандидатскую диссертацию под названием «Расчет изображений» (A Picture Calculus) в национальной ускорительной лаборатории SLAC.
Ранние работы Хоу были сосредоточены на проблемах окружающей среды. С 1978 по 1983 год Хоу была директором специальных проектов на канале KMGH-TV, Channel 7, Денвер, Колорадо. Среди её документальных фильмов Яд на ветру (Poison in the Wind) и Яд поцеловал солнце (A Sun Kissed Poison), в которых сравнивается загрязнение смогом в Лос-Анджелесе и Денвере, Огонь в воде (Fire In The Water) о водороде как альтернативному источнику энергии ископаемому топливу и Радиоактивная вода (A Radioactive Water) о загрязнении ураном питьевой воды в пригороде Денвера. Хоу была сотрудником телеканала WCVB-TV, когда в 1975 году телеканал получил премию Пибоди за выдающиеся успехи в организации. В 1980 году Хоу сняла Странный урожай (A Strange Harvest), документальный фильм, в котором говорилось, что необычные раны, обнаруженные у крупного рогатого скота,это дело рук инопланетных существ, которые извлекают части тела, необходимые для их выживания или исследований, и что в этом замешано правительство США. Этот документальный фильм получил региональную премию Эмми в 1981 году. Хоу стала известена как «стойкий защитник» этих идей, и начала сосредотачиваться на теориях заговора НЛО и размышлять о предполагаемых связях между увечьями скота, НЛО и предполагаемыми правительственными заговорами, говоря: "Я убеждена, что один или несколько инопланетных разумов влияют на эту планету". Хотя Хоу утверждала, что ей были показаны секретные документы при встрече с правительственным агентом, автор Джон Грир писал, что Хоу не представила никаких доказательств этих документов, кроме «очень двусмысленных доказательств, в виде гниющих туш коров».
Директор Mutual UFO Network (MUFON) в штате Айдахо назвал ее «самым выдающимся исследователем НЛО в мире», и она была названа одним из «гуру американской уфологии», хотя Хоу сказала, что она считает себя более телевизионным продюсером и журналистом-расследователем. Большая часть работы Хоу включает в себя предположения о том, что она называет «необъяснимыми» явлениями, такими как увечья скота, круги на полях, наблюдения НЛО и похищения инопланетянами. Хоу подготовила множество программ, связанных с НЛО, в том числе двухчасовой специальный выпуск Earth Mysteries: Alien Life Forms в сотрудничестве с WATL-Fox, Атланта, была ведущим продюсером и создателем оригинальной концепции для UFO Report: Sightings, финансируемого Paramount Pictures и телекомпанией Fox в Лос-Анджелесе, который впервые транслировался в октябре 1991 года и стал сериалом Sightings на канале Fox.
Хоу появилась на пресс-конференции в Национальном пресс-клубе в 2013 году на пресс-конференции «Раскрытие НЛО» (UFO Disclosure), заявив, что, по ее мнению, «инопланетные технологии кажутся настолько продвинутыми», что «космические путешественники могут изменять пространство и время, что позволяет инопланетянам посещать Землю».
Хоу предположила, что некоторые фотографии кругов на полях демонстрируют свидетельства таинственной энергии, которую она называет «феноменом видимого света». Джо Никелл описал Хоу как «доверчивого журналиста» в статье 2002 года в журнале Skeptical Inquirer, заявив, что фотографии, опубликованные Хоу с целью показать таинственную энергию, являются просто неправильной интерпретацией фотографических происшествий, таких как ремешок камеры, отражающий вспышку, или обратное рассеяние в фотографии, вызванные из-за плавающей пыли, ошибок, которые Никелл называет «обычным делом для охотников за привидениями».
Хоу был частым гостем на Coast to Coast AM в течение 28 лет, начиная с 1991 года (ведущий Арт Белл) и с 2003 года (ведущий Джордж Нури). В 2019 году она прекратила свое ежемесячное появление на шоу. Хоу дала интервью для передачи Шоу Ларри Кинга в прямом эфире CNN; передачам The O'Reilly Factor, Fox; Sightings and Strange Universe, Fox; The Other Side, NBC; Britain's Union Pictures, ITN и BBC; Evidence On Earth на канале Discovery; Mysterious Origins of Man, специальный канал NBC и телесериалу «Древние пришельцы» телеканала History.
У Линды Хоу есть дочь Лаура Кэтлин Хоу от брака (1968–1986) с Ларри У. Хоу.

## Награды
За свою раннюю работу по экологическим проблемам, в 1982 году она получила премию Флоренса Сабина в Колорадо за "неоценимый вклад в здравоохранение".
Книга Хоу Урожай пришельцев (An Alien Harvest, 2014) получила книжную премию "New Mexico-Arizona Southwest Book Award" в 2015 году.

## Внешние ссылки
Оффициальный вебсайт